# Lúdio Coelho
Lúdio Martins Coelho (Rio Brilhante, 22 de setembro de 1922 - Campo Grande, 22 de março de 2011)  foi um agropecuarista, foi prefeito de Campo Grande, senador por Mato Grosso do Sul, além de presidente do Banco Agrícola de Dourados. Ele faleceu em Campo Grande, aos 88 anos, de falência múltipla dos órgãos.
Era conhecido também por declarações e atitudes quase folclóricas, pelo uso linguagem popular, direto e sincero, o chapéu de produtor rural que sempre usou, que virou seu símbolo e sua adoração por contar histórias que ele mesmo inventava. Manteve um mini zoológico por anos em sua casa no centro de Campo Grande, até os animais serem apreendidos pelo Ibama na década de 1990. Foi responsável pela criação do bairro Aero Rancho, antes área de sua propriedade.
Sua vida também foi marcada pelo sequestro e assassinato de seu filho Lúdio Martins Coelho Filho, o Ludinho com apenas 21 anos de idade em 1976, fato que ganhou repercussão em todo o país. A música "Lágrimas que choram", gravada pela dupla Milionário & José Rico no mesmo ano, homenageava o falecido nos seguintes versos: O Brasil todo sentiu / Mato Grosso entristeceu / Campo Grande está de luto / Pelo filho que perdeu.[carece de fontes?]

## Mandatos[1]
- Prefeito de Campo Grande -  1983 a 1985, pelo PMDB
- Prefeito de Campo Grande -  1989 a 1992, eleito pelo PTB, e filiado ao PSDB no curso do mandato.
- Senador da República - 1995 a 2003, pelo PSDB

## Trabalhos Publicados[1]
- A situação da agricultura no Brasil (1996).
- Lei Darcy Ribeiro - Lei de Diretrizes e Bases da Educação Nacional (1996).
- Legislação eleitoral (1997).
- Reflexos sobre a reforma Agrária (1997).
- Código de trânsito brasileiro - Lei nº 9.503/97 (1998).

## Honras[1]
- Cidadão Honorário de Rondonópolis - MT;
- Cidadão Honorário de Coxim - MS;
- Cidadão Honorário de Poconé - MT;
- Cidadão Honorário de Paranaíba - MS;
- Cidadão Honorário de Campo Grande - MS;
- Cidadão Honorário de Uberaba - MG;
- Colar do Mérito Judiciário 2008[2]